# Neoarcturus oudops
Neoarcturus oudops är en kräftdjursart som beskrevs av Barnard 1914. Neoarcturus oudops ingår i släktet Neoarcturus och familjen Holidoteidae. Inga underarter finns listade i Catalogue of Life.